# Fabián Coelho
Walter Fabián Coelho Álves (Artigas, 20 gennaio 1977) è un ex calciatore uruguaiano, di ruolo centrocampista.